# Нижнее Никитино (Свердловская область)
Нижнее Никитино — деревня в Красноуфимском округе Свердловской области. Входит в состав Приданниковского сельского совета.

## География
Населённый пункт расположен на обоих берегах реки Сарга в 3 километрах на запад от административного центра округа — города Красноуфимск.

### Часовой пояс
Нижнее Никитино как и вся Свердловская область, находится в часовой зоне МСК+2. Смещение применяемого времени относительно UTC составляет +5:00.

## Население
| 2002 | 2010 | 2021 |
| ---- | ---- | ---- |
| 17   | ↗25  | ↗37  |

## Улицы
Деревня разделена на три улицы: Заречная, Садовая, Центральная.